# Mel Blount
Melvin Cornell Blount (Vidalia, 10 de abril de 1948) é um ex-jogador de Futebol americano que atuava como cornerback no Pittsburgh Steelers. Ele foi eleito para o Hall da Fama do Futebol Profissional em 1989.
Blount é considerado um dos melhores cornerbacks que já jogou na NFL. Seu estilo físico de jogo fez dele um dos defensores mais temidos do jogo, numa época em que as regras de interferência de passe eram menos rigorosas.

## Primeiros anos
Blount nasceu no Condado de Toombs, Geórgia. Os primeiros anos de sua vida foram gastos na pobreza em uma fazenda da Geórgia. 
Blount era uma estrela no beisebol, futebol americano, basquete e atletismo na Lyons High School. Após a formatura, ele recebeu uma bolsa de estudos na Southern University em Baton Rouge, Louisiana.

## Carreira
Blount foi o melhor cornerback de sua época e uma razão significativa para o Pittsburgh Steelers ter sido o time dominante da National Football League nos anos 70. Selecionado na terceira rodada do draft de 1970 pelo Pittsburgh Steelers, ele tinha o tamanho, velocidade e rapidez para a posição, além da dureza e habilidade mental para ajustar suas táticas de cobertura e se destacar apesar das mudanças de regras que favoreciam os recebedores.
Blount tornou-se titular na secundária dos Steelers em 1972. Naquela temporada, ele não permitiu um único touchdown. Blount foi igualmente eficaz jogando na defesa em zona ou homem-a-homem. Conhecido por seu estilo de jogo robusto, sua especialidade era a defesa de passe "bump-and-run". Por causa de seu tamanho e velocidade, ele superou fisicamente a maioria dos recebedores.
No meio de sua carreira, no entanto, as regras relativas à cobertura de passes foram alteradas, o que prejudicou seu jogo. A regra viria a ser denominada Regra Mel Blount. Blount terminou sua carreira com 57 interceptações, as quais ele retornou para 736 jardas e dois touchdowns. Ele interceptou pelo menos um passe em todas as 14 temporadas da NFL e liderou a liga em interceptações com 11 em 1975. Blount também foi usado como retornador de kickoff no início de sua carreira. Ele totalizou 36 retornos para 911 jardas e uma média de 25,3 jardas. Ele também recuperou 13 fumble, dois dos quais ele retornou para touchdowns.
Blount, que foi nomeado melhor jogador defensivo em 1975 pela Associated Press, foi nomeado para a Primeira-Equipe All-Pro em 1975, 1976, 1977 e 1981. Ele também foi quatro vezes na seleção All-AFC e jogou em cinco Pro Bowls. Sua recuperação de fumble no AFC Championship Game de 1979 levou à vitória dos Steelers por 27-13 sobre o Houston Oilers. 
Blount foi campeão de 4 Super Bowls: Super Bowl IX, Super Bowl X, Super Bowl XIII e Super Bowl XIV.

## Aposentadoria
Após sua carreira no futebol americano, Blount tornou-se diretor de Relações com Jogadores da NFL, servindo no cargo de 1983 a 1990. 
Ele também se tornou ativo em trabalhos de caridade: ele fundou o Mel Blount Youth Home, um abrigo e missão cristã para vítimas de abuso infantil e negligência no Condado de Toombs, Geórgia, em 1983. Em 1989, ele abriu uma segunda casa de jovens em Claysville, Pensilvânia, perto de Pittsburgh. O Mel Blount Youth Home foi investigado pelo uso de castigos corporais nos anos 90.

## Legado
Em 1989, ele foi introduzido no Hall da Fama do Futebol Profissional e no Hall of Fame do Louisiana Sports. Ele foi introduzido no Georgia Sports Hall of Fame em 1990. Em 1994, ele foi nomeado para a equipe de todos os tempo do 75º aniversário da NFL. Em 1999, foi classificado em 36º lugar na lista dos 100 Maiores Jogadores de Futebol da Sporting News.
Blount tem duas filhas, Shuntel e Tanisia, e cinco filhos: Norris, Dedrick, Akil, Jibri e Khalid.
Seu filho Akil jogou futebol americano universitário em Florida A&M e foi contratado pelo Miami Dolphins como agente livre. Jibri joga basquete universitário em Universidade Estadual de Cleveland. Seu filho mais novo, Khalid Blount, é um jogador de futebol americano que foi classificado como um recruta de 2 estrelas pela Rivals antes de ir para a Universidade Duquesne.
Blount atualmente reside em Buffalo Township, Pensilvânia, em uma fazenda de 303 hectares que inclui o local de sua antiga casa de jovens.